# Pseudochromis steenei
Pseudochromis steenei är en fiskart som beskrevs av Gill och Randall 1992. Pseudochromis steenei ingår i släktet Pseudochromis och familjen Pseudochromidae. Inga underarter finns listade i Catalogue of Life.